# Gaulskopf (Langgöns)
Der Gaulskopf bei Espa im hessischen Landkreis Gießen ist eine 474 m ü. NN hohe Erhebung im Mittelgebirge Taunus.

## Geographische Lage
Der Gaulskopf liegt im Östlichen Hintertaunus. Der bewaldete Berg erhebt sich im Naturpark Taunus direkt westlich von Espa sowie durchschnittlich knapp 3 km nordöstlich vom Gickel (505,1 m) und Hesselberg (ca. 518 m), der höchsten Erhebung im nordöstlichen Hintertaunus. Südöstlich vom Gaulskopf, am Ortsrand von Espa, entspringt der Kleebach. Der 2 km entfernte Schorn mit um/knapp 450 m Höhe, in der Nähe von Cleeberg, ist ein Nordwestausläufer des Gaulskopf.

## Naturräumliche Zuordnung

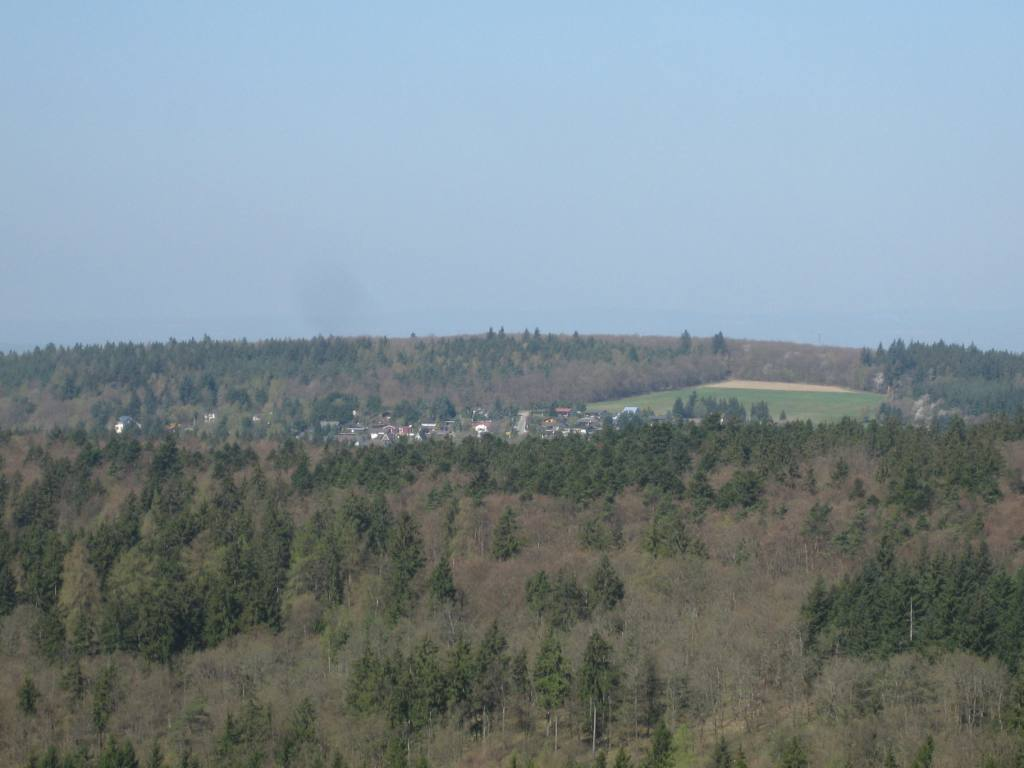
Vergrößertes Detail aus obigem Foto

Der Gaulskopf gehört in der naturräumlichen Haupteinheitengruppe Taunus (Nummer 30) und in der Haupteinheit Östlicher Hintertaunus (302) zum Naturraum Bodenroder Kuppen (302.2), wobei sich nördlich der Naturraum Wetzlarer Hintertaunus (302.0) anschließt.

## Bergbau
Vom 15. Jahrhundert bis zum 19. Jahrhundert fand intensiver Bergbau auf Kupfer, Silber und Blei auf dem Gaulskopf statt, zuletzt auf den Gruben Silbersegen und Amalie.